# Verglas
Pour l’article homonyme, voir Verglas (homonymie).

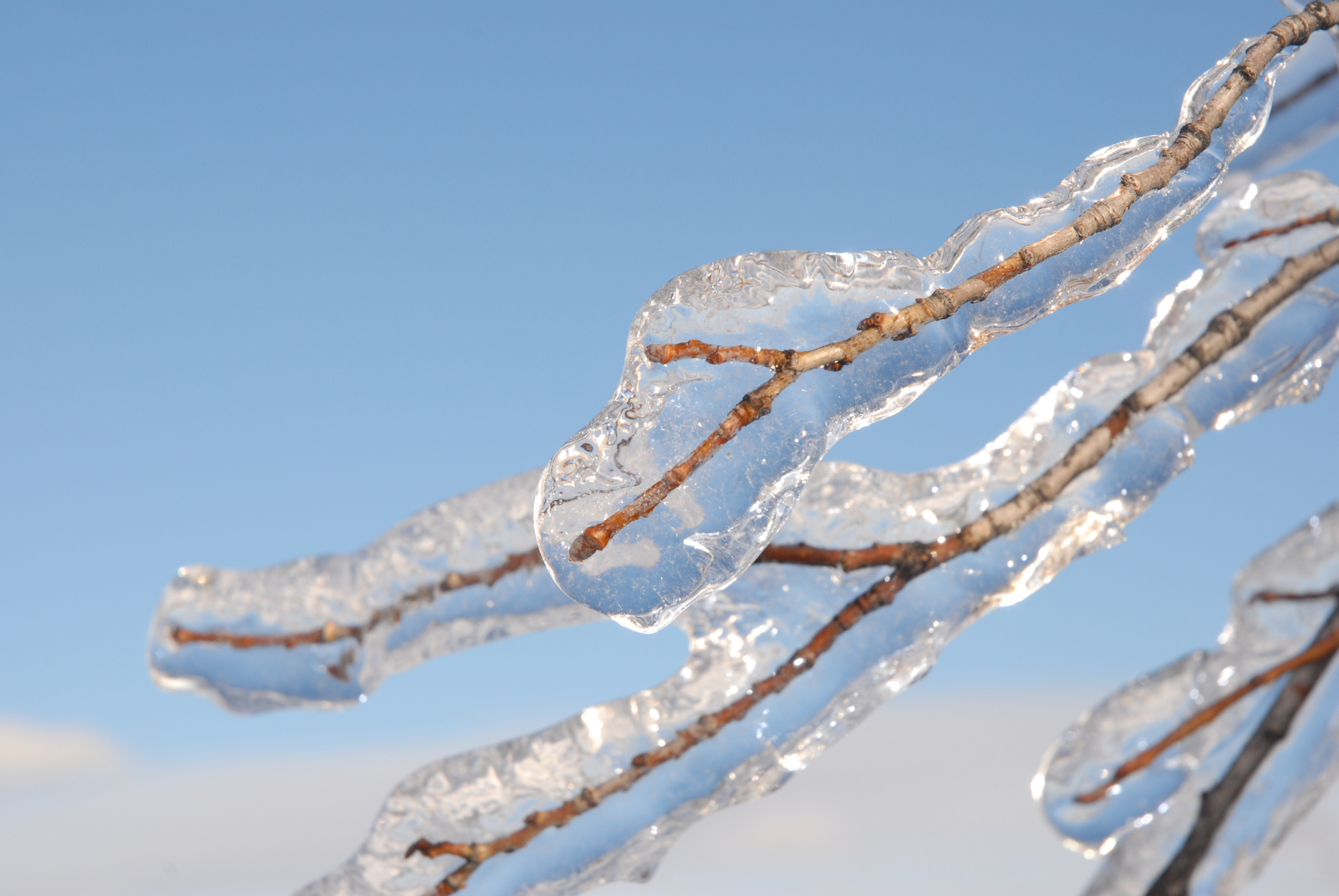
Le verglas peut causer l'effondrement de fortes branches d'arbres en augmentant leur poids de façon considérable.

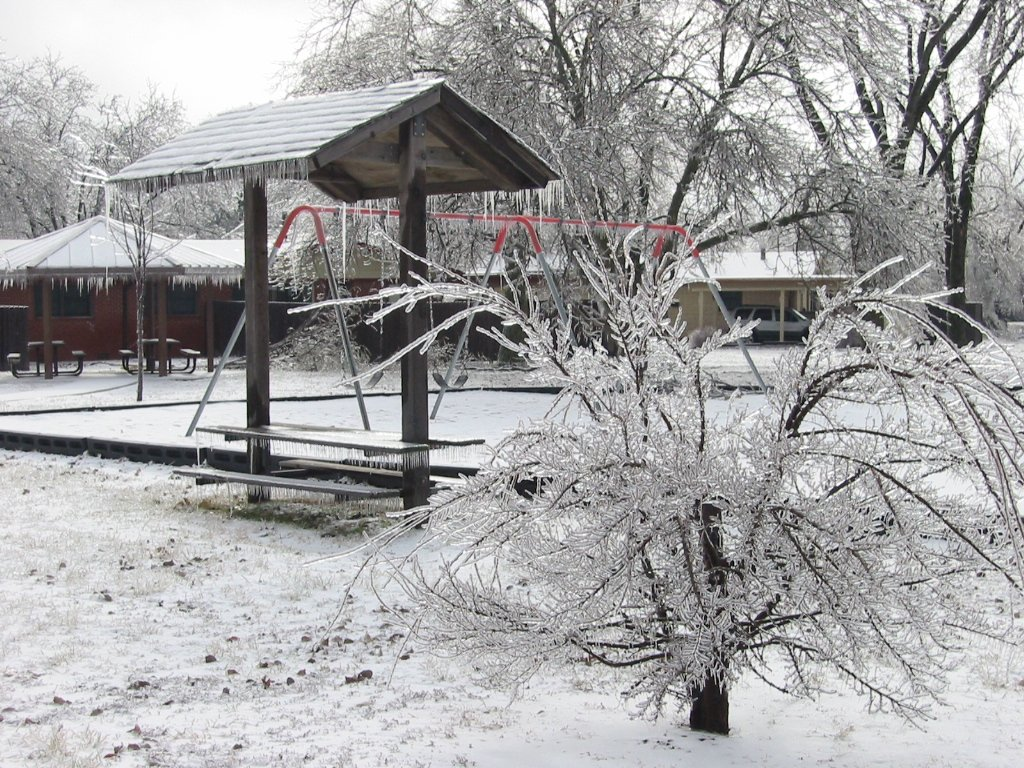
Verglas dans un terrain de jeu après une tempête de pluie verglaçante, en 2005.

Le verglas est un dépôt de glace compacte et lisse, généralement transparent, provenant d'une pluie ou d'une bruine d'eau en état de surfusion, qui se congèle en entrant en contact avec une surface solide dont la température est égale ou inférieure à 0 °C. Les gouttelettes peuvent en effet se présenter sous forme surfondue dans un intervalle de température allant de 0 à −39 °C si elle ne rencontre pas de noyaux de congélation,.
Le verglas provient de la pluie ou de la bruine verglaçante mais n'est pas un terme interchangeable avec ceux-ci. Ainsi, on ne peut pas dire qu'il « tombe du verglas » mais plutôt qu'il « tombe de la pluie verglaçante qui forme du verglas sur les objets ». On peut parler de verglas, par analogie, lorsque des gouttelettes surfondues de brouillard se déposent sur des surfaces sous zéro mais en général on appellera cela du brouillard givrant ou de la gelée blanche car la couche de glace est alors opaque et très mince.

## Formation

Type de précipitations selon la structure thermique (bleu sous zéro degré Celsius et rouge au-dessus).

### Précipitations verglaçantes
Le plus souvent le verglas provient de pluie verglaçante. Les précipitations se forment en altitude. Aux latitudes tempérées en période froide, cela est généralement sous forme de neige. Lorsque les flocons rencontrent une couche d'air chaud au-dessus du point de congélation en chutant des nuages, ils fondent et deviennent des gouttes de pluie. Si la température près du sol est sous 0 °C, les gouttelettes deviennent en état instable de surfusion (encore sous forme liquide même si leur température est sous le point de congélation) et vont geler sur tout objet pour y former une couche de glace,.
La bruine peut également former du verglas. Ces petites gouttelettes se forment dans des nuages bas et à des températures qui peuvent être sous 0 °C mais qui ne permettent pas de les transformer en flocons. La bruine va donc geler au contact d'objets sous le point de congélation en tombant,.
Dans les deux cas, comme le processus de gel prend un certain temps, cela permet de former des stalactites de glace ou des couches successives de glace. De plus, le processus relâche de la chaleur latente et, dans le cas de fortes pluies près de 0 °C, peut réchauffer suffisamment l'atmosphère près du sol pour avoir cohabitation de glace et d'eau.

### Glace noire
Au Québec et au Nouveau-Brunswick, la glace noire est le nom d'une forme de verglas particulière que l'on retrouve sur la route. Elle est due au gel d'une mince couche d'eau laissée sur la chaussée antérieurement par une fine pluie ou par la fonte de neige quand la température était au-dessus du point de congélation. Elle peut également provenir de la condensation de vapeur d'eau sur une structure, comme un pont, quand le cours d'eau sous-jacent n'est pas gelé mais que l'air est à une température bien inférieure à zéro Celsius. Le terme de glace noire est également utilisé en alpinisme, en marine et par l'Organisation météorologique mondiale pour une glace mince ayant les mêmes propriétés mais qui peut provenir d'autres causes.

## Dangers

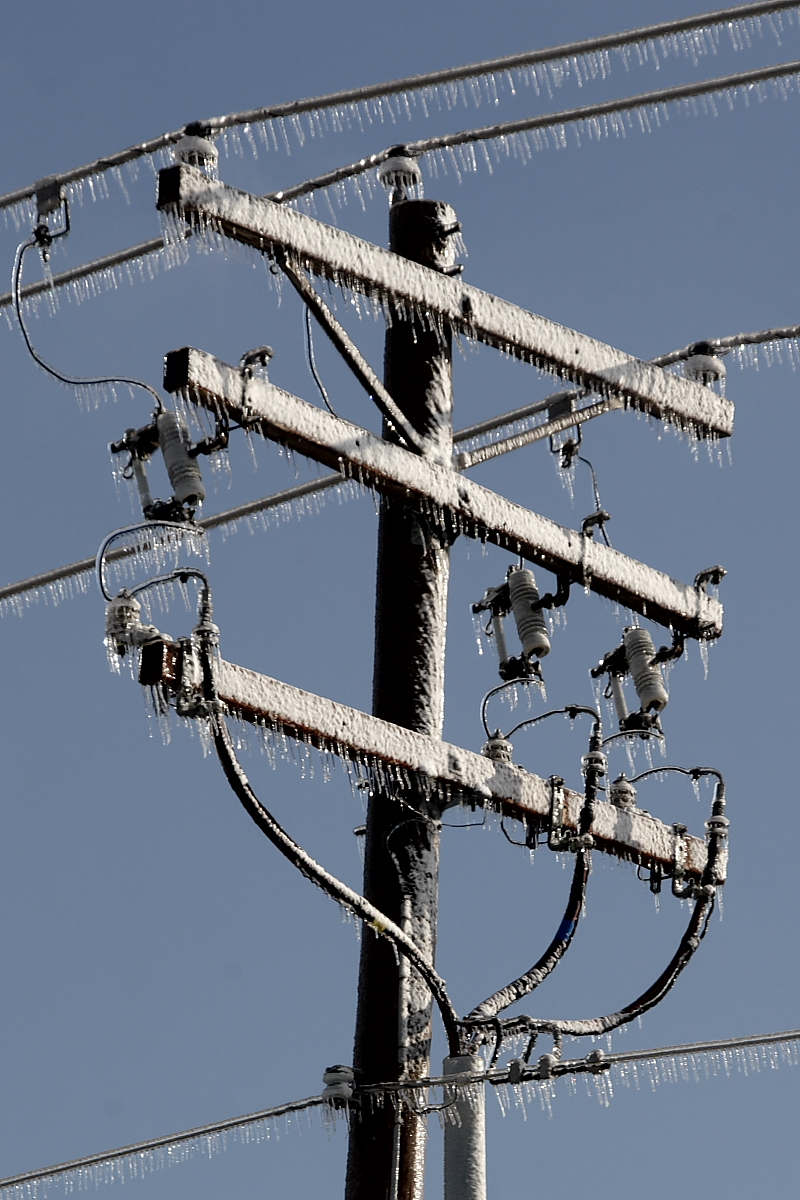
Effet du verglas sur la distribution de l'électricité.

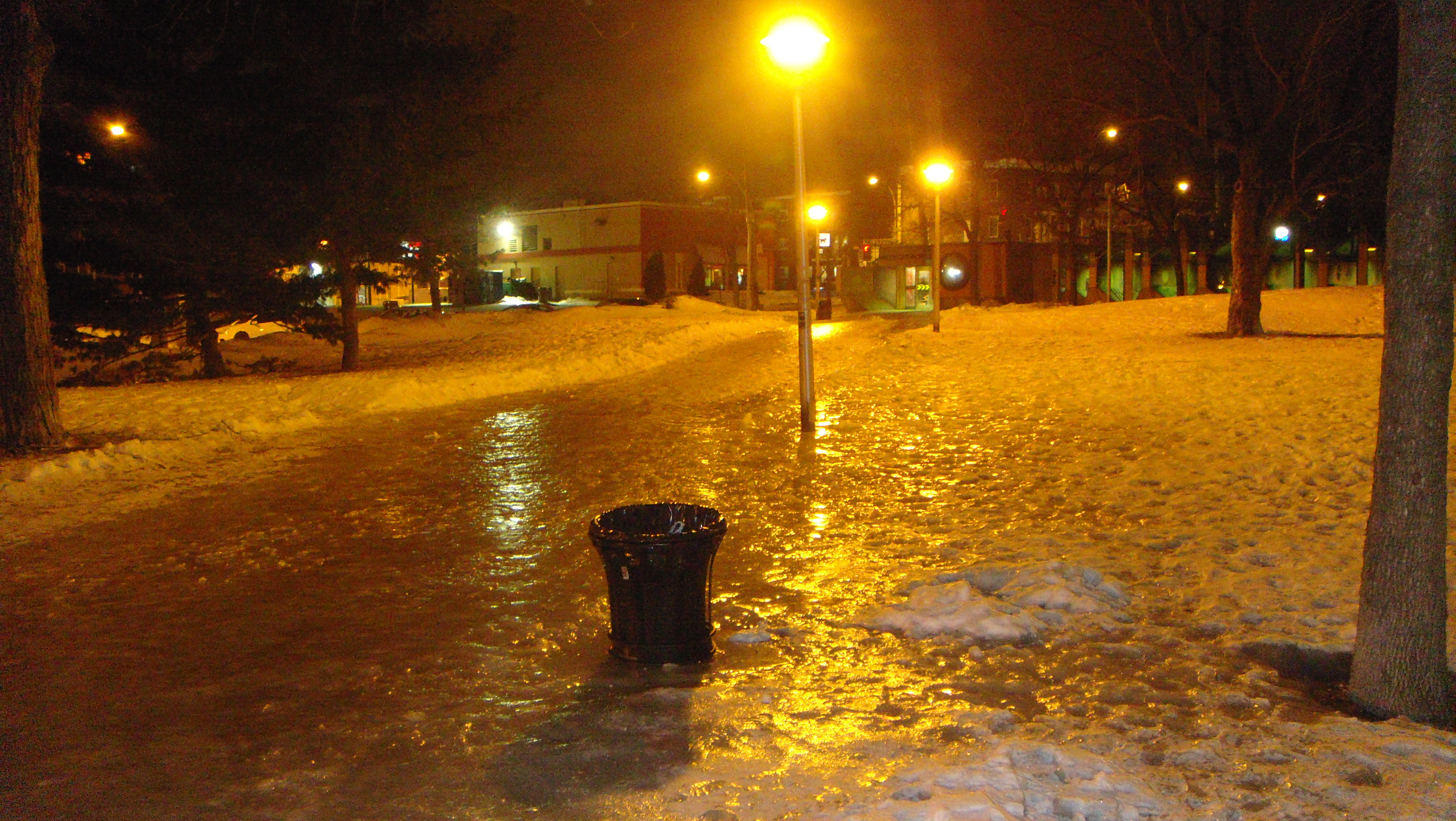
Trottoirs verglacés à Montréal, Québec.

Le verglas contient très peu de bulles d'air emprisonnées. Or, sans ces bulles d'air, la lumière est très peu réfléchie par le verglas et ce dernier prend donc la couleur de la surface sur laquelle il repose. Il est donc particulièrement dangereux lorsqu'il est présent sur les routes car les automobilistes ne le voient presque pas et qu'il est très glissant conduisant à des pertes de contrôle de véhicules et des accidents de la circulation routière.
Le verglas est également très dangereux pour les avions et hélicoptères en vol en formant une couche de glace sur toutes les surfaces, ce qui change les caractéristiques aérodynamiques de l'appareil et augmente aussi sa masse. Si la couche devient trop importante, l'aéronef peut perdre totalement sa portance et s'écraser.
Le verglas affecte la distribution d'électricité et peut causer des pannes de courant car la glace qui s'accumule sur les câbles peut les faire se rompre. En grande quantité, elle peut même faire s'écrouler les structures sur lesquelles ils sont tendus (poteaux et pylônes électriques). Ceci mène à des pannes électriques qui peuvent se généraliser comme il s'en est déjà produit à de nombreux endroits. Un cas des plus importants est celui du verglas massif de 1998 qui a affecté plus de quatre millions de personnes le long d'une bande entre Ottawa et la Nouvelle-Écosse au Canada et certains secteurs de la Nouvelle-Angleterre. Plus de trois millions de ceux-ci se retrouvèrent dans la grande région de Montréal où certains secteurs ont été privés de courant durant plus d'un mois et où il a fallu rebâtir une partie du système de distribution électrique.
Le verglas peut aussi affecter la circulation des trains, car il peut bloquer les aiguillages des voies ferrées.

## Protection

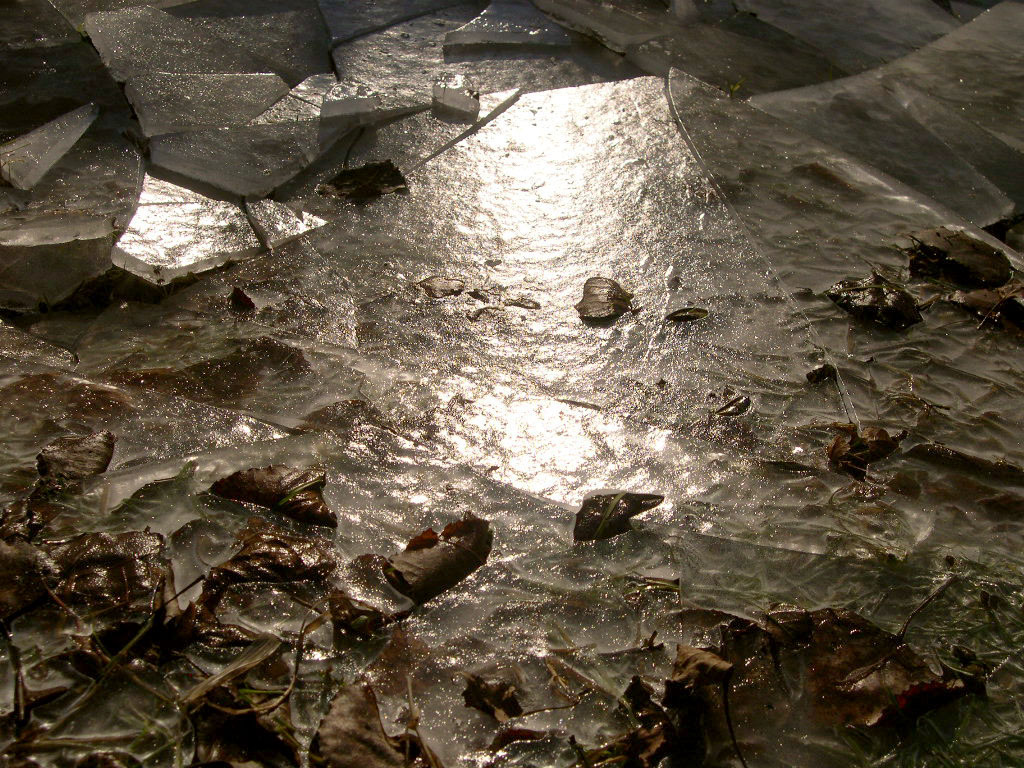
Feuilles mortes prises dans une couche de verglas brisé sur de l'herbe.

Il existe diverses façons de protéger les structures contre les effets du verglas. On peut les chauffer, utiliser des déglaçants, appliquer des moyens mécaniques pour briser la glace ou les abriter. Un exemple de chauffage est celui qui est appliqué sur les ailes d'avions en vol pour garder la température du bord d'attaque au-dessus du point de congélation et empêcher la formation de verglas. Les déglaçants comme le sel de table, les sels de calcium, l'urée ou les glycols qui se mélangent à la glace pour la faire fondre de façon eutectique. Les deux composantes se comportent alors comme un corps pur, du point de vue de la fusion, qui se solidifie à une température plus basse constante qui dépend de la concentration du déglaçant. Parmi les moyens mécaniques de bris, on peut mentionner des manchons en caoutchouc sur les ailes d'avions que l'on gonfle momentanément lors d'une accumulation.